# Mordowskoje (Kaliningrad, Gurjewsk)
Mordowskoje (russisch Мордовское, deutsch Sergitten, Kreis Labiau) ist ein Ort in der russischen Oblast Kaliningrad. Er gehört zur kommunalen Selbstverwaltungseinheit Stadtkreis Gurjewsk im Rajon Gurjewsk.

## Geographische Lage
Mordowskoje liegt etwa 13 Kilometer ostsüdöstlich der Rajonshauptstadt Gurjewsk (Neuhausen) an einer Nebenstraße, die von der Kommunalstraße 27K-070 von Prudy (Kadgiehnen) in den Ort führt. Ein Bahnanschluss besteht nicht.

## Geschichte
Der bis 1946 Sergitten genannte Ort geht in seiner Gründung bis zum Beginn des 15. Jahrhunderts zurück. 
Zwischen 1874 und 1945 war das Dorf (mit Försterei) in den Amtsbezirk Wanghusen eingegliedert und gehörte zum Landkreis Labiau im Regierungsbezirk Königsberg der preußischen Provinz Ostpreußen.
Infolge des Zweiten Weltkrieges kam Sergitten aufgrund seiner Lage im nördlichen Ostpreußen zur Sowjetunion. Im Jahr 1947 erhielt der Ort die russische Bezeichnung Mordowskoje und wurde gleichzeitig dem Dorfsowjet Dobrinski selski Sowet im Rajon Gurjewsk zugeordnet. Von 2008 bis 2013 gehörte Mordowskoje zur Landgemeinde Dobrinskoje selskoje posselenije und seither zum Stadtkreis Gurjewsk.

### Einwohnerentwicklung
| Jahr | Einwohner |
| ---- | --------- |
| 1910 | 168       |
| 1933 | 210       |
| 1939 | 179       |
| 2002 | 25        |
| 2010 | 37        |

## Kirche
Die mehrheitlich evangelische Bevölkerung Sergittens war bis 1945 in das Kirchspiel Kaymen (1938–1946 Kaimen, heute russisch: Saretschje) eingepfarrt. Es gehörte zum Kirchenkreis Labiau (russisch: Polessk) innerhalb der Kirchenprovinz Ostpreußen der Kirche der Altpreußischen Union. Heute liegt Mordowskoje im Einzugsbereich zweier in den 1990er Jahren neu entstandenen evangelisch-lutherischen Gemeinden: Marschalskoje (Gallgarben) und Polessk (Labiau). Sie sind Filialgemeinden der Auferstehungskirche in Kaliningrad (Königsberg) innerhalb der Propstei Kaliningrad der Evangelisch-lutherischen Kirche Europäisches Russland (ELKER).